# Jordi Oliva
Jordi Oliva Izquierdo, katalanisch Jordi Oliva i Izquierdo (* 30. Mai 1959 in Terrassa; † 1. Dezember 2014 ebenda), war ein spanischer Hockeyspieler.

## Sportliche Karriere
Der 1,68 Meter große Jordi Oliva spielte bei Atlètic Terrassa, dem spanischen Serienmeister der 1980er Jahre.
Mit der spanischen Nationalmannschaft belegte Oliva den achten Platz bei den Olympischen Spielen 1984 in Los Angeles. Oliva wirkte in vier Spielen mit. Vier Jahre später bei den Olympischen Spielen 1988 in Seoul belegte das spanische Team den neunten Platz. Im Vorrundenspiel gegen die kenianische Mannschaft erzielte Oliva sein einziges Tor bei Olympischen Spielen.

## Familie
Sein Sohn Roc Oliva nahm viermal an olympischen Hockeyturnieren teil, seine Tochter Georgina Oliva dreimal.